# Breznica (Bujanovac)
Breznica (cirill betűkkel Брезница, albánul Breznica) egy falu Szerbiában, a Pcsinyai körzetben, a Bujanovaci községben.

## Népesség
- 1948-ban 1 146 lakosa volt.
- 1953-ban 1 242 lakosa volt.
- 1961-ben 1 331 lakosa volt.
- 1971-ben 1 489 lakosa volt.
- 1981-ben 1 555 lakosa volt.
- 1991-ben 1 423 lakosa volt
- 2002-ben 1 362 lakosa volt,[1] akik közül 1 334 albán (97,94%), 1 szerb (0,07%), 11 ismeretlen.[2]